# Aemilianus von Cogolla

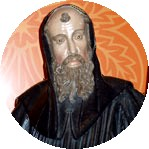
Aemilianus von Cogolla

Der hl. Aemilianus von Cogolla (spanisch San Millán de la Cogolla, * um 473 in Vergegio (heute Berceo); † 12. November 574 in Nordspanien) war ein Eremit und Schüler des Eremiten Felices de Bilibio (um 443–um 540. Sein katholischer Gedenktag ist der 12. November.).

## Leben
Aemilianus war der Sohn eines Schäfers und übte diesen Beruf selbst bis zu seinem vierzigsten Lebensjahr aus. Der Eremit Felices de Bilibio nahm ihn als Schüler auf und verbrachte drei Jahre mit ihm in der Nähe von Haro. Danach zog Aemilianus in die Montes Distercios und verbrachte dort die nächsten 40 Jahre in Abgeschiedenheit.

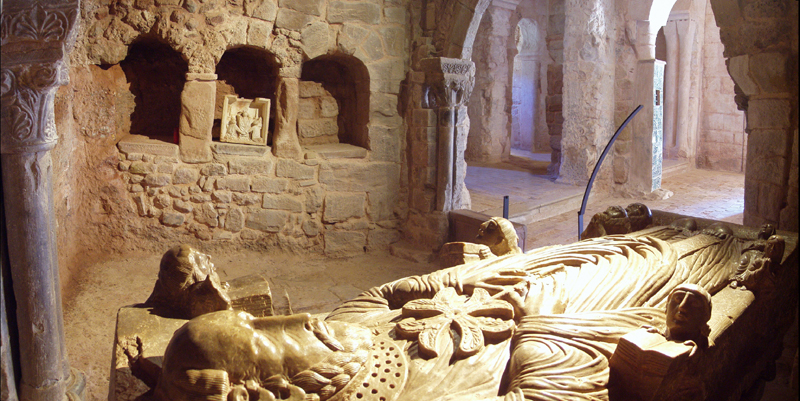
Kenotaph des San Millán de la Cogolla im gleichnamigen Kloster

Auf Grund seiner Tugend wurde er von Bischof Didimo von Tarazona († um 560) zum Priester geweiht und zum Pfarrer seines Geburtsortes Berceo ernannt. Er übte dieses Amt drei Jahre aus, wurde dann aber von anderen Geistlichen beschuldigt, die kirchlichen Güter zu verschwenden, da er gegenüber den Armen zu großzügig sei. Daraufhin zog er sich in die Höhlen von Aidillo zurück, wohin ihm andere Geistliche folgten. Dort starb er im Alter von 101 Jahren.

## Legende
Im Jahr 939 soll San Millán während der Schlacht von Simancas auf einem weißen Pferd erschienen sein und mit dem Schwert in der Hand in das Geschehen eingegriffen haben.

## Verehrung
Sein Sarg wurde ein Anziehungspunkt für Pilger. Grafen und Könige erbaten dort seinen Beistand für ihre Kämpfe gegen die Mauren. Im Jahr 1053 wurden seine Überreste vom Kloster San Millán de Suso ins benachbarte neu erbaute Kloster San Millán de Yuso überführt.

## Darstellung
Er wird als Hirte oder als Abt zu Pferde mit Schwert in der Schlacht gegen Mauren dargestellt.